# NK.pl
NK.pl (in precedenza nasza klasa.pl - in polacco classe nostra) è stato un social network polacco, di proprietà della Forticom e della Nasza Klasa Sp. z o.o., ad accesso gratuito. Nato nel 2006 come sito di aggregazione per studenti e alunni, ha raggiunto 13.5 milioni di utenti. Il 27 luglio 2021 è stato disattivato e chiuso per inattività.